# Louis Charles François Labbé
Louis Charles François Labbé est un homme politique français né le 17 avril 1764 à Boiscommun (Loiret) et mort à une date inconnue.

## Biographie
Avoué près du tribunal du district de Boiscommun en 1792, il est juge de paix en 1793. Membre du directoire du Loiret, substitut du procureur général syndic du département, il est élu député du Loiret au Conseil des Cinq-Cents le 23 germinal an VI. Favorable au coup d'État du 18 Brumaire, il est nommé sous-préfet de Cognac en 1800, puis député de la Charente au corps législatif de 1803 à 1807. Il s'inscrit ensuite comme avocat à la cour d'appel de Paris, puis comme avoué à Pithiviers.

## Sources
- « Louis Charles François Labbé », dans Adolphe Robert et Gaston Cougny, Dictionnaire des parlementaires français, Edgar Bourloton, 1889-1891 [détail de l’édition]